# Cash, viaggio di una banconota
Cash, viaggio di una banconota era un programma televisivo di genere documentario trasmesso su All Music in otto puntate nel 2008, che raccontava il viaggio di due banconote, battezzate "Romeo" e "Giulietta", attraverso l'Italia.

## Trama
Il documentario si divide in due parti. Una parte "cinematografica", nella quale il viaggio delle due banconote viene ripreso come se le telecamere non ci fossero e una parte, prettamente documentaristica, in cui le persone che entrano in possesso della banconota vengono intervistate sul loro rapporto con il denaro.
Altra caratteristica del documentario sono le statistiche legate al viaggio: ad intervalli regolari compare in video una speciale grafica che racconta quanto e come hanno viaggiato le due banconote: quante ore, quanti km, quante persone hanno toccato.

## Produzione e distribuzione
L'ideatore del programma è Giorgio John Squarcia (alias GJ Squarcia), coautore insieme a Francesca Fogar, Giuseppe Longinotti. Tra i protagonisti ricordiamo Rosalinda Celentano.
Il format del programma è stato in seguito acquistato dalla casa di distribuzione canadese Distraction e fuori dall'Italia è venduto con il titolo Passing the Buck.